# Liberia na Mistrzostwach Świata w Lekkoatletyce 2022
Liberia na Mistrzostwach Świata w Lekkoatletyce 2022 – reprezentacja Liberii podczas mistrzostw świata w Eugene liczyła 4 zawodników, którzy nie zdobyli żadnego medalu.

## Skład reprezentacji

### Kobiety
| Zawodniczka    | Konkurencja                | Eliminacje   | Eliminacje | Półfinał | Półfinał | Finał | Finał   | Źródło |
| Zawodniczka    | Konkurencja                | Wynik        | Pozycja    | Wynik    | Pozycja  | Wynik | Pozycja | Źródło |
| -------------- | -------------------------- | ------------ | ---------- | -------- | -------- | ----- | ------- | ------ |
| Ebony Morrison | bieg na 100 m przez płotki | 13,12 (,119) | 25.        | NQ       | NQ       | NQ    | NQ      | [ 1 ]  |

### Mężczyźni
| Zawodnik          | Konkurencja                | Preeliminacje | Preeliminacje | Eliminacje | Eliminacje | Półfinał     | Półfinał | Finał    | Finał   | Źródło            |
| Zawodnik          | Konkurencja                | Rezultat      | Pozycja       | Rezultat   | Pozycja    | Rezultat     | Pozycja  | Rezultat | Pozycja | Źródło            |
| ----------------- | -------------------------- | ------------- | ------------- | ---------- | ---------- | ------------ | -------- | -------- | ------- | ----------------- |
| Emmanuel Matadi   | Bieg na 100 m              | BYE           | BYE           | 9,99       | 7.         | 10,12 (,113) | 10.      | NQ       | NQ      | [ 2 ] [ 3 ]       |
| Joseph Fahnbulleh | bieg na 200 m              | —             | —             | 20,12      | 6. Q       | 19,92        | 6. Q     | 19,84    | 4.      | [ 4 ] [ 5 ] [ 6 ] |
| Wellington Zaza   | bieg na 110 m przez płotki | —             | —             | 13,81      | 33.        | NQ           | NQ       | NQ       | NQ      | [ 7 ]             |